# Jeziorki (rejon postawski)
Jeziorki (biał. Азёркі; ros. Озёрки) – wieś na Białorusi, w obwodzie witebskim, w rejonie postawskim, w sielsowiecie Jarzewo.
Dawniej używana nazwa – Ozierki. Przy wsi znajdują się jeziora Jeziorki i Dubok.

## Historia
W czasach zaborów ówczesny zaścianek w powiecie dzisieńskim, w guberni wileńskiej Imperium Rosyjskiego.
W dwudziestoleciu międzywojennym folwark a następnie leśniczówka leżała w Polsce, w województwie wileńskim, w powiecie duniłowickim, od 1926 w powiecie dziśnieńskim, w gminie Postawy.
Według Powszechnego Spisu Ludności z 1921 roku zamieszkiwało tu 4 osoby, wszystkie były wyznania staroobrzędowego i zadeklarowały białoruską przynależność narodową. Był tu 1 budynek mieszkalny. W 1931 w 1 domu zamieszkiwało 9 osób.
Wierni należeli do parafii rzymskokatolickiej w Postawach. Miejscowość podlegała pod Sąd Grodzki w Postawach i Okręgowy w Wilnie; właściwy urząd pocztowy mieścił się w Postawach.
W 1938 roku miejscowość należała do gromady Zabrodzie gminy Postawy.
Po agresji ZSRR na Polskę w 1939 roku wieś znalazła się w granicach BSRR. W latach 1941–1944 była pod okupacją niemiecką. Następnie leżała w BSRR. 
Na południe od Jeziorek znajduje się lotnisko wojskowe. W 1977 r. w ramach 32 dywizji rakietowej utworzono 206 oddzielną eskadrę śmigłowców (JW 26023). Składała się z 6 śmigłowców Mi-8 oraz dwóch Mi-9. Eskadra wykonywała zadania wsparcia lotniczego dla 32 dywziji rakietowej. W 1983 roku eskadra została przeniesiona do stałej bazy śmigłowców w pobliżu Jeziorek. 31 grudnia 1993 r. 206 eskadrę rozwiązano i na jej podstawie utworzono 1. samodzielną eskadrę lotniczą wojsk granicznych Republiki Białoruś. Na wyposażeniu było wówczas 7 śmigłowców Mi-8T i dwa Mi-9. Część sprzętu lotniczego i większość personelu została przeniesiona do eskadry 7. dywizji rakietowej we wsi Wypołzowo. Jednostka została opuszczona w 1993 r.
Od 1991 roku wieś znajduje się w Republice Białorusi.